# クラウドベリー・ジャム
クラウドベリー・ジャム（Cloudberry Jam）は、スウェーデン・リンシェーピング出身のポップ・バンド。

## 概要
1991年、高校の同級生にて結成。メンバーは、女性ボーカリストのジェニー・メディン（ボーカル）、ヨルゲン・ワーンストロム（ギター）、ヘンリク・サンドゥキヴィスト（キーボード）、ペール・バイストロム（ドラムス・パーカッション）、ペール・ヴァルシンガー（ベース）の5人。曲作りは主にヨルゲンとヘンリクの2人が担当。
ポップス、ロック、ジャズ、ソウル、ボサノヴァなどから影響を受けた親しみやすく洗練された音楽性は、本国スウェーデン以上に日本において多くのファンを獲得。カーディガンズやエッグストーンらと共に、90年代半ばの日本におけるスウェディッシュ・ポップ・シーンの代表的バンドとして君臨した。
1998年、ジェニーがバンド脱退を表明したことから突如解散を発表。その後は各メンバーがそれぞれ音楽活動を続けていたが、2004年にジェニー、ヨルゲン、ヘンリクの中心メンバーにて再結成を果たし、活動を継続している。

## 来歴
1992年、スウェーデンのインディーレーベル「ノース・オブ・ノー・サウス」と契約し、デビューEP『La La La』を発表。この当時はまだギター中心のインディーズ・バンドだったが、1994年、当時カーディガンズのデビューアルバムを手がけていたトーレ・ヨハンソンを迎えて制作されたEP『The Art Of Being Cool』では、よりポップで洗練された音楽性へと進化。とくに収録曲「エレベーター」は、当時渋谷を中心とした外資系レコード店や輸入盤店でも話題を集めた。
1995年、セルフ・プロデュースにてデビューアルバム『Blank Paycheck』を発売。また日本では渋谷クラブクアトロが運営するインディーズ・レーベル「クアトロ」から、1stアルバム『クラウドベリー・ジャム』としてリリース（内容は『Blank Paycheck』にEP『The Art Of Being Cool』収録曲を加えたもので、アルバムジャケットもEPのジャケットを採用している）。収録曲「エレベーター」がラジオ・ヒットしたこともあって、アルバムのセールスが1ヶ月で5万枚を超えるという、海外のインディーバンドとしては異例の高い売り上げを記録した。
1996年には、2ndアルバム『雰囲気づくり』（原題は「Providing the Atmosphere」）を発表。1日14時間のレコーディングを約2ヵ月半も費やして完成したというこのアルバムは、10万枚を超える売り上げを記録してゴールド・ディスクを獲得。収録曲「ナッシング・トゥ・デクレア」のラジオ・ヒットなども生まれ、この作品のヒットにより彼らは日本での人気を決定付けた。
1997年発表の3rdアルバム『インポッシブル・シャッフル』では、それまでの親しみやすいポップス性は減退し、よりソウルフルでロック寄りの方向性へとシフトしていた。この頃になると、日本やスウェーデンのみならずアメリカでもライヴを行うなど、その活動は徐々に拡大していった。
しかし「大好きな音楽がビジネスになってしまった」ことに違和感を覚えたジェニーが、大学に戻り学業に専念することを決意し、突如バンドを脱退することを表明。残りのメンバーも彼女の決断を尊重し、1998年、バンド解散を発表。新曲やライヴ音源などを含むベストアルバム『タイム・トゥ・ムーヴ・オン』のリリース、日本での解散ツアーをもって、クラウドベリー・ジャムは7年間のバンド活動にピリオドを打った。
その後は、ジェニーは「フォーン」(Phone)という３ピースのポップ・パンク・バンドを結成（プロデュースはヨルゲンが担当）。ヘンリクとヨルゲンはナイジェリア出身のボーカリストを迎えて、アシッド・ジャズバンド「フリケンシー・ベンダーズ」(The Frequency Benders)として活動するなど、それぞれが地道に音楽活動を続けていたが、他のメンバーは音楽活動からは引退し、ジェニーも本格的な音楽活動からは一線を引いていた。
そんな中、2001年のニュー・イヤーズ・パーティでのヨルゲンの「君は僕が知ってる中で一番才能のあるシンガーなのに、何故やめてしまったの？君は怠け者だよ」という一言がきっかけとなり、ジェニーは突如ソロ・アルバム制作に取り掛かる。このアルバムのレコーディングには、ヨルゲンとヘンリクの2人も参加し、2003年にソロ・アルバム『ザ・ワールド・スルー・マイ・アイズ』として結実した。
これがきっかけとなって、翌2004年には3人でクラウドベリー・ジャムとして6年ぶりに再結成を果たす。同年発表の4thアルバム『ムービン・オン・アップ』はファンから好評を持って迎えられ、「ユア・ラヴ」のラジオ・ヒットも生まれるなど、日本での根強い人気を証明した。その後も、2005年には5thアルバム『ザ・グレイト・エスケープ』、2006年には6thアルバム『ライト・ヒア、ライト・ナウ』（スタイル・カウンシルのカバー「マイ・エヴァ・チェンジング・ムーズ」も収録）を発表し、毎年のように来日公演を敢行するなど精力的に活動した。
2008年、90年代の楽曲から選曲された2枚組ベストアルバム『ホウェン・ウィ・ワー・ファイブ(ザ・クアトロ・イヤーズ)』をリリース。翌2009年には7thアルバム『ア・グッド・デイ・イズ・カミング』を発表。ホリーズのカバー「バス・ストップ」も収録されたこのアルバムは、ヨルゲンが「『雰囲気づくり』の続編的な作品になるかもしれない」と語ったように、全盛期を思わせる充実したポップな作風に仕上がった。
2011年発表の8thアルバム『輝く季節のなかで』（原題は『Stop and Listen』）では、初めてスウェーデン語で歌う楽曲も収録するなど、近年においても安定した活動を継続しているが、メンバーそれぞれが別々の土地に住みながら生活を送っていることもあって、これらの2枚のアルバムに伴う来日公演は実現していない。
2012年にはデビュー20周年を迎え、新曲やカバー曲、1stアルバム収録曲の再録音からなる記念アルバムの制作を行い、
そのレコーディングの様子はFacebookの公式ページを通じてファンに発信された。翌2013年1月、約2年ぶりとなるアルバム『ナウ・アンド・ゼン』は、iTunesでのダウンロード限定にて発表された。なおこのリリースに合わせて、過去に発表した全アルバム、および再結成後の楽曲から選曲されたリミックス・アルバム『ブリック・バイ・ブリック、ストーン・バイ・ストーン』がiTunesにて購入可能となった。

## 日本のアーティストとのコラボレーション
彼らはとりわけ日本での人気が高いこともあり、日本のアーティストのプロデュース等を積極的に手掛けている。
- 女性歌手hàlを全面的にプロデュースしている。hàlいわく、「どうしてもプロデュースしてもらいたくて、夏に来日したときに楽屋まで行って、お願いしたんです。歌うから聞いてくださいって、いきなり彼らの「エレベーター」って曲まで歌って(笑)。そしたら、その場でOKしてくれたんです」とのこと[2]。なお、hàlのミニアルバム『Another side of Life』と1stアルバム『way of my attitude』には、それぞれクラウドベリー・ジャムの楽曲「エレベーター」と「クリシェ」のカバーが収録されている。
- 長野出身のロックバンドTremolo Earthのミニアルバム『Twist & Swing』のプロデュースを担当。収録曲「Pink Bus」では、ジェニーが日本語ボーカルを披露している。
- the ARROWSによるクラウドベリー・ジャムの楽曲「This and That」のカバーで共演。歌詞の1番はthe ARROWSが日本語で、2番はジェニーが英語で歌っている（シングル「さよならミュージック」収録）。
- 上戸彩のシングル「愛のために。」のリミックスを担当。（アルバム『UETOAYAMIX』収録）。
- Elmioのデビューアルバム『New Wave Love』にて、「Good Times Just Keep Us Hanging On」と「The Reel Of Music」の2曲にてボーカル参加。
- 2010年に羊毛とおはなの楽曲をプロデュースしたが、それらのレコーディングは未発表のままになっている[3]。

## その他
- バンド名は、メンバー御用達の中華料理店のデザートから名付けられた。
- ジェニーがバンド解散後に大学で研究していたのは、「社会衛生学」（ストレスと発作の関係と危険性について）[4]。
- 2007年、スウェーデンハウス九州支店制作のCMに出演。「8時間で最も多く放送された、同一商品のTVコマーシャル」としてギネス記録に認定されている[5]。

## ディスコグラフィー
以下の発売日は、主に日本でのもの。
 スタジオ・アルバム 
1. クラウドベリー・ジャム / Cloudberry Jam （1995年4月21日）
2. 雰囲気作り / Providing the Atmosphere （1996年3月20日）
3. インポッシブル・シャッフル / The Impossible Shuffle （1997年11月21日）
4. ムービン・オン・アップ / Movin' On Up （2004年5月26日）
5. ザ・グレイト・エスケープ / The Great Escape （2005年4月20日）
6. ライト・ヒア、ライト・ナウ / Right Here, Right Now （2006年10月4日）
7. ア・グッド・デイ・イズ・カミング / A Good Day Is Coming （2009年3月11日）
8. 輝く季節のなかで / Stop and Listen （2011年3月7日）
9. ナウ・アンド・ゼン / Now and Then （2013年1月30日）

 ジェニー・メディンのソロ名義 
1. ザ・ワールド・スルー・マイ・アイズ / The World Through My Eyes （2003年4月23日）

 コンピレーション・アルバム 
1. Going Further （1996年11月21日） ※日本未発売
2. タイム・トゥ・ムーヴ・オン / クラウドベリー・ジャム・ベスト / Time to Move On （1998年8月1日）
3. ホウェン・ウィ・ワー・ファイブ(ザ・クアトロ・イヤーズ) / When We Were Five (The Quattro Years) （2009年1月14日）
4. ブリック・バイ・ブリック、ストーン・バイ・ストーン / Brick By Brick, Stone By Stone （2013年1月30日）

 EP 
1. La La La （1992年） ※日本未発売
2. The Art of Being Cool （1994年） ※日本未発売
3. お洒落・なごやか・パーティ気分！ / Past * Present * Future! （1996年7月20日）
4. We move like we are dancing（2015年4月22日）

 DVD 
1. ワールドプレミアム アーティストシリーズ 100’s/クラウドベリー・ジャム （2005年2月23日）
2. ゼア・イズ・サムシング・ゴーイング・オン （2005年8月3日）